# 장연우
장연우(張延祐, 954년~1015년)는 고려의 문신이다. 본관은 흥덕(興德)이다.

## 가계
아버지 장유(張儒)는 후백제 영주(瀛州; 현재의 전라북도 고창군) 상질현(尙質縣; 현재의 흥덕면) 출신으로 후삼국 시대 난을 피해 오월(吳越)로 피난갔다가 고려 태조가 삼국을 통일한 뒤에 환국하여 광종 때 예빈성(禮賓省)에서 중국 사신을 접대하는 일을 전담하였다.

## 생애
954년 장유의 아들로 태어났다.
1011년(현종 2) 거란이 침략하여 태묘(太廟)와 궁궐을 불태우자 현종은 나주로 피난하였다. 이 때 여러 신하들이 하공진(河拱辰)이 붙잡혔다는 풍문을 듣고 모두 달아났으나 채충순(蔡忠順)·주저(周佇)·류종(柳宗)·김응인(金應仁) 등과 더불어 호종한 공으로 중추사(中樞使)를 거친 뒤 판어사대사(判御史臺事)가 되었다.
1014년 일직(日直) 황보유의와 더불어 거란 침입 이후 군액(軍額)의 증가로 백관의 녹봉이 부족해지므로 경군(京軍)의 영업전(永業田)을 빼앗아 녹봉에 충당할 것을 건의하였다. 이에 상장군 최질(崔質)과 김훈(金訓) 등이 주동이 되어 난을 일으키자 사적(仕籍)에서 제명되었다.
1015년 김훈과 최질 등이 처형된 후에 다시 복직하여 호부상서(戶部尙書)가 되었으나 그 해 사망하였다. (음력상 1015년 사망, 양력은 1016년 사망) 상서우복야(尙書右僕射)로 추증되었다.

## 장연우가 등장한 작품
- 《고려거란전쟁》(KBS, 2023년~2024년, 배우:이지훈)